# Library Tapes
Library Tapes is een sinds 2003 actief muziekproject uit Zweden, opgericht door de pianist David Wenngren en de gitarist Per Jardsell. Na het vertrek van Jardsell - in 2006 - is Library Tapes voortgezet als soloproject van Wenngren. De muziek van Library Tapes laat zich omschrijven als ambient, hedendaags klassiek en minimalistisch. Wenngren zelf omschrijft zijn muziek als "experimentele neo-klassieke muziek".

## Geschiedenis
Library Tapes is in 2003 opgericht in Gävle, Zweden door David Wenngren en Per Jardsell. De naam is afgeleid van The Basement Tapes van Dylan. Bij aanvang van het project "had Wenngren nog geen pianotoets aangeraakt". Met Erik Satie, Sylvain Chauveau en Goldmund als inspiratiebronnen wist Wenngren een eigen stijl te ontwikkelen.
In 2005 werd het debuutalbum van Library Tapes uitgebracht: Alone In The Bright Lights Of A Shattered Life. Na het uitbrengen van het tweede album - in 2006 - verliet Per Jardsell het project, waardoor Library Tapes het soloproject van Wenngren werd. In dit project werkt Wenngren regelmatig samen met gastmuzikanten, waaronder Sylvain Chauveau en Hoshiko Yamane.

## Discografie
Ep's
- Sketches (2007)
- Fragment (2008)

Albums
- Alone in the Bright Lights of a Shattered Life (2005)
- Feelings for Something Lost (2006)
- Höstluft (2007)
- A Summer Beneath the Trees (2008)
- Like Green Grass Against a Blue Sky (2010)
- Sun Peeking Through (2012)
- Sketches, Outtakes and Rarities (2013)
- Fires (2016)
- The Meridians Of Longitude And Parallels Of Lattitude (2016)
- Escapism (2016)
- Europe, She Loves (2016)
- Patterns (Repeat) (2018)
- Patterns (Revisited) (2020)
- Summer Songs (2020)
- The Quiet City (2020)